# Burg Husen
Die Burg Husen ist die Ruine einer hochmittelalterlichen Höhenburg im Tal der Kinzig im Schwarzwald über der Stadt Hausach im Ortenaukreis in Baden-Württemberg.

## Geschichte
Vermutlich haben die Herzöge von Zähringen dort im 12. Jahrhundert eine erste Höhenburg erbaut, die 1246 erstmals als Castrum Husen genannt wurde. Sie war im Besitz der Grafen von Freiburg. 1303 kam die Burg durch Heirat der Verena von Freiburg an die Grafen von Fürstenberg.
Graf Heinrich VI. von Fürstenberg ließ die Burg 1453 bis 1477 großzügig umbauen und erweitern. Ein Halsgraben und eine Vorburg schützten die eigentliche Burg mit Palas und Bergfried.
Die Burg war die Wohnung der fürstlichen Burgvögte. 1632 brannte sie ab und wurde wieder aufgebaut. 1643 zerstörten sie französisch-weimarische Truppen unter Graf Jean Baptiste Budes de Guébriant.
Später wurde die Ruine in die Schanzen zur Verteidigung des Tales gegen feindliche Truppen einbezogen (siehe auch Barocke Verteidigungsanlagen im Schwarzwald). 1896 erhielt der Bergfried eine Zinnenkrone statt des Turmhelmes. 1968 kaufte die Stadt Hausach die Ruine vom Fürstenhaus Fürstenberg.
Erhalten sind Teile der Palasmauer, der sogenannte Batterieturm und der 14 Meter hohe Bergfried, der in den Sommermonaten an jedem ersten Sonntag im Monat als Aussichtsturm bestiegen werden kann.

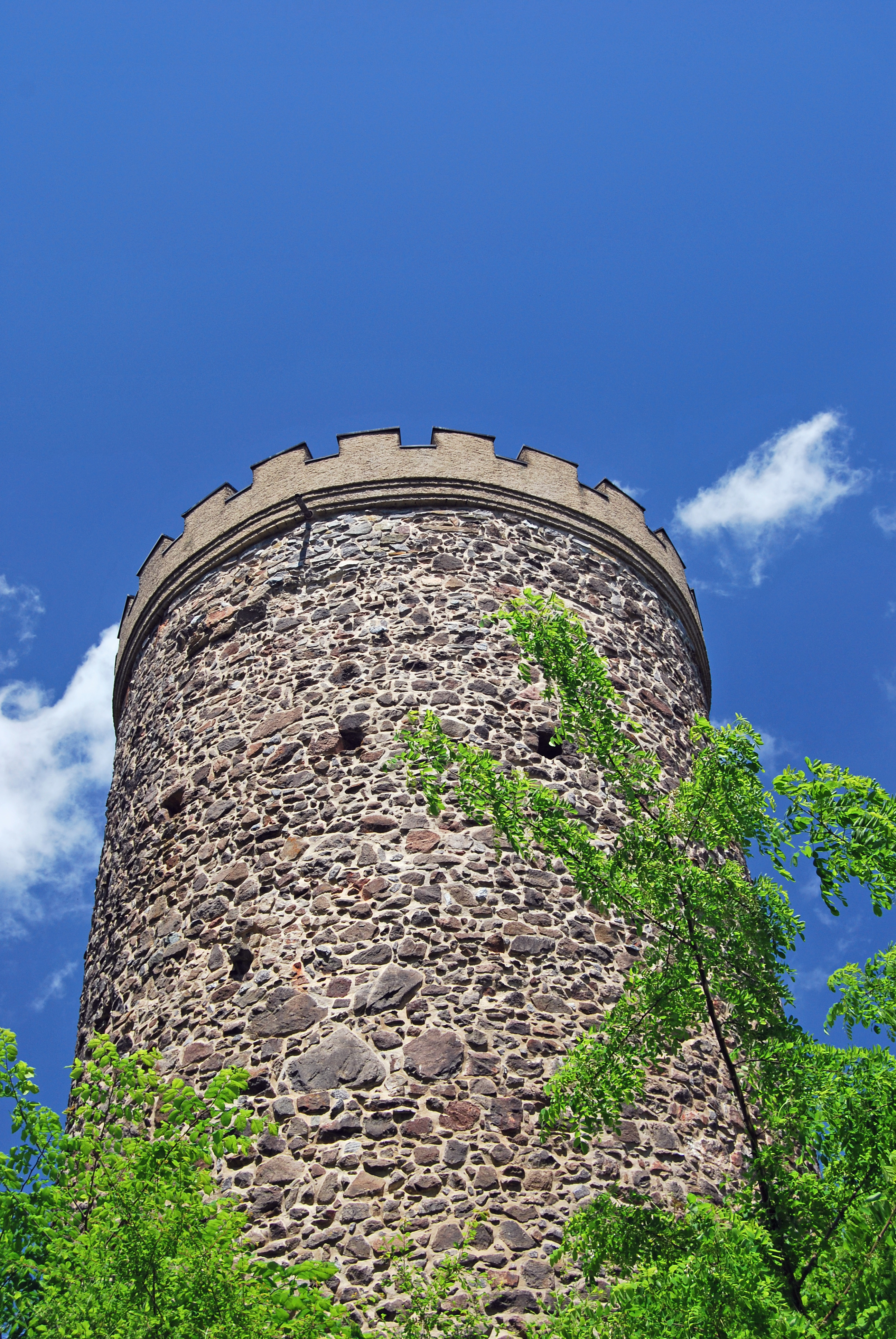
Bergfried
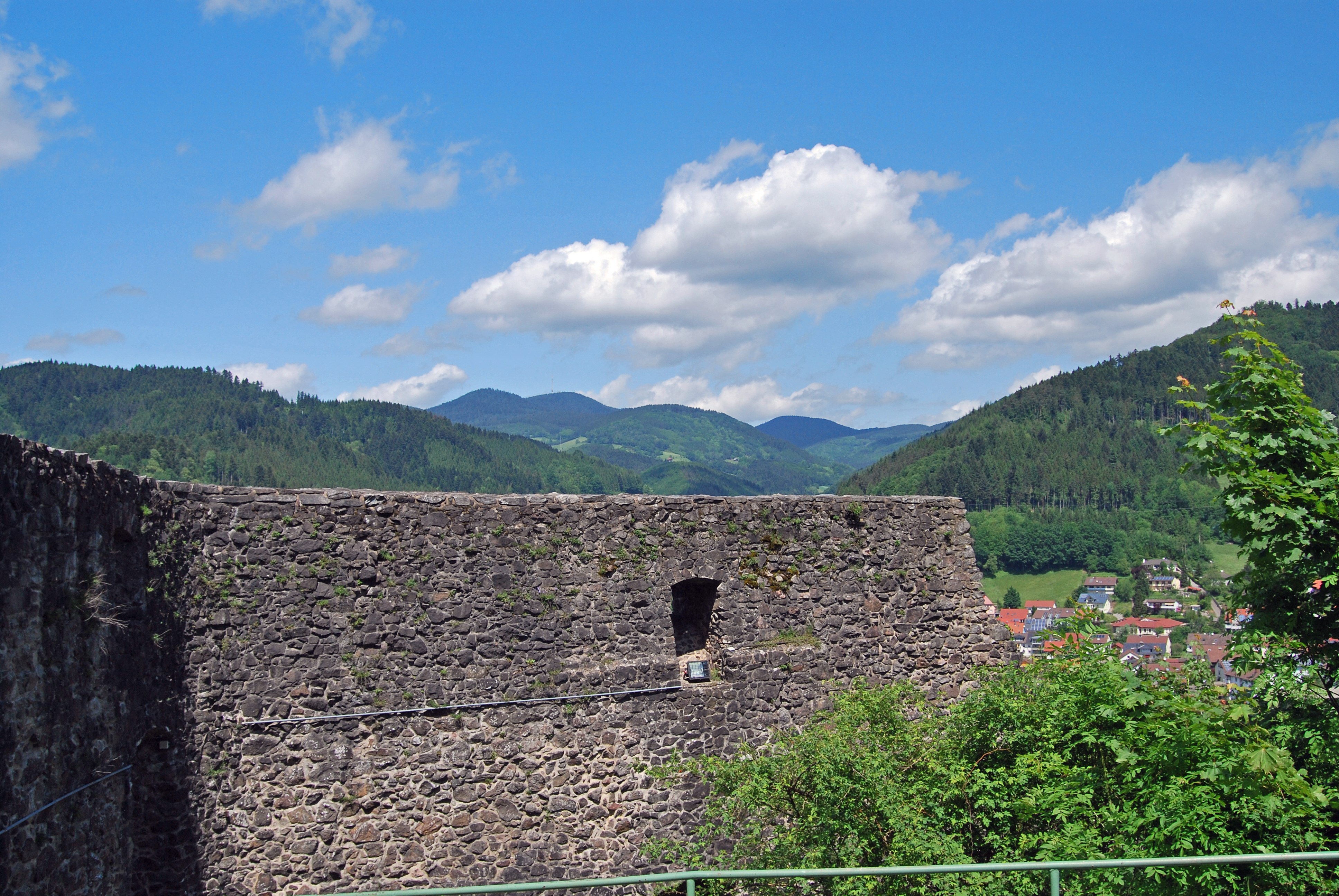
Palas